# DOMOTO
DOMOTO（ドウモト）は、堂本光一、堂本剛の2人による日本の男性アイドルデュオ。STARTO ENTERTAINMENTとエージェント契約を結んでいる。レコードレーベルはELOV-Label。2025年7月21日までのグループ名は「KinKi Kids」で、略称は「キンキ」「KinKi」。中国語表記は「近畿小子」。
ジャニーズ事務所にとって初のデュオ、そして初の関西（近畿地方）出身のグループである。2人とも同じ1979年生まれだが、学年（学齢）としては光一の方が剛よりも1つ上になる。また、2人の姓は同じ「堂本」だが血縁関係はない。
2024年12月31日、YouTubeで実施した生配信において、2025年夏ごろをめどにグループ名を「DOMOTO｣（ドウモト）に改名することを発表していたが、2025年7月21日に行われたデビュー28周年記念のYouTube生配信にて、7月21日24時51分（22日0時51分）に改名すると発表し、改名。同時にDOMOTOのファンクラブをグランドオープンした。

## メンバー
各メンバーの詳細については各ページを参照。STARTO ENTERTAINMENT公式サイトのプロフィールをもとに記述。
| 名前                            | 生年月日              | 血液型 | 出身地 | メンバーカラー （イメージカラー） |
| ------------------------------- | --------------------- | ------ | ------ | --------------------------------- |
| 堂本 光一 （どうもと こういち） | 1979年1月1日（46歳）  | B型    | 兵庫県 | ■ 赤                              |
| 堂本 剛 （どうもと つよし）     | 1979年4月10日（46歳） | AB型   | 奈良県 | ■ 青                              |

## 略歴

### KinKi Kids結成
1991年5月5日、それぞれ姉が送った履歴書がきっかけで呼ばれ、光GENJIのコンサートを観に来て横浜アリーナで出会った2人は、同時に事務所入りを決めた後も、同じ苗字ということで当初から揃って活動することが多かった。1992年8月23日、13歳の時に初めて『Myojo』の取材を受け、1992年11月号で“関西からきた新入生”として紹介される。
初めてのテレビ出演は近藤真彦をはじめ、少年隊や男闘呼組、光GENJIなどジャニーズ事務所の先輩が総出演したNHKの番組で、途中で突然機会を与えられ、自分の名前を名乗るというものだった。初めてのステージは光GENJIのコンサートで、光GENJIがまだ登場する前、客席の明かりもついている中、2人でステージの真ん中にバケツを持っていってその場で花火をするというもの。しかし、その時「絶対にこぼすな」と事前に言われていたにもかかわらず水をこぼしてしまい、そのせいで光GENJIのメンバーが滑って転倒したエピソードがある。
主に光GENJIやSMAPのバックで活動していたが、正式なグループ名が決まる前までは、「ジャニーズ関西組」、「堂本ブラザーズ」、「W堂本」など様々な呼び名が使われていた。井ノ原快彦、長瀬智也を加えて4人で「ジパング」というグループを組むという噂もあったが、1992年12月31日放送の『第43回NHK紅白歌合戦』でSMAPのバックとして出演した際、2人で「KANZAI BOYA（カンサイボーヤ）」という名前で紹介される。そして、中居正広司会の『キスした?SMAP』第1回放送（1993年4月4日）にて、正式に「KinKi Kids」というグループ名が発表された。2人はグループ名に関してはもらった当時、「俺ら終わったな」と落胆し、当初はKinKi Kidsという名前を呼ばれることに、拒否反応があったそうである。
1994年12月31日、日本武道館でファーストコンサートを行う。
1996年10月には一気に5本（剛は単独の冠番組を含め、光一は主演ドラマ含めると共に6本）も新レギュラー番組がスタートするなど、瞬く間にお茶の間に浸透。同年の『第47回NHK紅白歌合戦』では、事務所の先輩である近藤真彦のステージに応援ゲストとして登場、「ミッドナイト・シャッフル」の冒頭のサビをKinKi Kidsが歌うというサプライズ演出がなされた。

### CDデビュー
1997年5月29日、ジャニーズ事務所がレコード会社「ジャニーズ・エンタテイメント」を設立し、その第1弾アーティストとしてKinKi Kidsがデビューすることが決定。赤坂にある豊川稲荷東京別院でデビュー報告会見が行われたが、デビューすることは本人たちにも前日まで知らされていなかった。発表後は会見映像が新宿駅東口前のアルタビジョンや渋谷駅ハチ公前交差点のアストロビジョンなど計5か所で流され、この一連のプロモーション費用は3000万円にものぼった。
1997年7月21日、シングル『硝子の少年』、アルバム『A album』の同時発売でCDデビューし、共にオリコン初登場第1位を獲得、ミリオンセラーを達成した。『硝子の少年』はオリコン調べで売り上げ178万枚、ジャニーズ・エンタテイメント発表によると出荷枚数262万枚。オリコン調べによるアイドル歌手のデビューシングルの売り上げとしては、小柳ルミ子の「わたしの城下町」（1971年、134万枚）の記録を26年ぶりに更新し、1997年度のシングル売り上げ2位を記録した。また、1998年3月26日開幕の第70回選抜高等学校野球大会の入場行進曲にも選曲された。

#### シングル連続首位記録
デビュー以降に発売したシングルは全て、オリコンで初登場1位を記録。『硝子の少年』・『愛されるより 愛したい』・『全部だきしめて/青の時代』・『フラワー』の4作はミリオンセラーを記録し、出荷枚数ではデビュー作から11作連続で100万枚を超えている。そして2002年1月1日、東京ドームで行なわれたコンサート中に“デビュー以来シングル13曲連続オリコンチャート1位”の記録がギネスに認定されたことが発表され、ステージ上で認定証が公開された。ギネス社への申請は2001年5月10日に事務所により行われており、通常2年かかるという審査をわずか7か月で通過し、12月10日に認定を伝えるファックスが到着。12月24日にギネス社幹部のマイケル・ファルドマンが認定書を持って来日したが、このことは本人らにはコンサート開演直前まで伏せられていた。この記録は2002年2月28日発売 の『ギネス・ワールド・レコーズ 2002 日本語版』に2ページにわたってカラー・写真入りで掲載され、日本人として初めて音楽部門でギネスブックに名を連ねた。また、今までギネスの音楽データは全英や全米チャートを基にしたものが多かったが、このことで「オリコンチャート」が世界標準として認められた証となったため、イメージアップに貢献したとして2002年5月2日にオリコンの垂石克哉社長から感謝状と記念のバスローブが贈られた。また、その後も2004年版で16作連続、2005年版で19作連続と更新され、2008年版では“デビュー以来25作連続初登場1位”として掲載されている。
2023年12月27日に発売した『シュレーディンガー』でデビューシングルから47作連続で初登場1位を獲得。また、『Amazing Love』までの45作連続1位記録がギネスに登録されている。

### 1990年代
1997年8月23日 - 24日、『24時間テレビ 「愛は地球を救う」』のパーソナリティーを務め、光一は番組内の特別ドラマ『勇気ということ』の主演も務める。
1997年12月1日、1995年1月17日に発生した阪神・淡路大震災へのチャリティー活動として1997年までにデビューしていたTOKIO・V6・KinKi Kidsが合体し、J-FRIENDSを結成することを発表した。活動期間は、震災発生当時の小学校1年生が義務教育を終える2003年（平成15年）3月まで。リリースしたシングル・ミニアルバムは、全て初登場1位を獲得した。
1999年12月31日には『第50回NHK紅白歌合戦』の「伝説のヒーロー」のコーナーでゲストとして「フラワー」を歌った。CDデビューを果たした1997年にもオファーはあったが、すでに大晦日の東京宝塚劇場で公演が決まっており事務所側が断っていた。

### 2000年代 - 2010年代
グループ活動と並行し、それぞれソロ活動を行うようになる。光一は2000年より『SHOCK』シリーズなど舞台活動に積極的に取り組み、剛は2002年にソロデビューし、自ら作詞・作曲を行うシンガーソングライターとして数々の音楽ソロ・プロジェクトを立ち上げ活動を続ける。
CDデビューを果たした1997年以降、毎年年末にカウントダウンコンサートを行っていたこともあり出演していなかった 紅白歌合戦だが、来年20周年を迎える2016年、『第67回NHK紅白歌合戦』へ正式に初出場することが決定し、提供された当初から作曲者の山下達郎に「この曲は20年たっても歌えるからね」と言われていたデビュー曲「硝子の少年」を歌った。

### 2020年代
ジャニーズ事務所所属グループによる新型コロナウイルス感染拡大防止の支援活動『Smile Up! Project』の一環として、2020年5月13日に結成が発表された75名の期間限定ユニット・Twenty★Twentyに参加。同年8月12日発売のシングル『smile』ではそれぞれソロパートも担当している。
2020年10月30日より、ソロライブを含む13作品（商品化されていない2016年開催のアリーナツアー『We are KinKi Kids Live Tour 2016 〜TSUYOSHI & KOICHI〜』日本武道館公演の映像含む）がAmazon Primeで独占配信された。
2022年7月17日、公式YouTubeチャンネル開設。初回は同年7月20日23時50分から約25分間、東京ドームの客席から生配信を行い、18万人以上が視聴した。配信終了後、同チャンネルにて新曲『Amazing Love -YouTube Original Live-』を公開。
2022年12月31日、『第73回NHK紅白歌合戦』に6年ぶり2度目の出場。歌唱前には「硝子の少年」と「Amazing Love」を作曲した山下達郎からサプライズメッセージが送られた。
2023年1月18日、CDデビュー25周年を記念し「硝子の少年」から「The Story of Us」までの両A面を含む、シングル全46作タイトル曲計54曲をTikTokで解禁した。6月5日にはKinKi KidsのJohnny’s Entertainment RecordオフィシャルTwitterを開設した。
2024年3月末をもって堂本剛がSMILE-UP.（旧ジャニーズ事務所）を退所することを発表。KinKi Kidsは解散せず活動を継続していくことも表明された。公式ファンクラブは4月30日をもって閉鎖されるが、以後のKinKi Kidsの活動についてはSTARTO ENTERTAINMENTの公式サイトおよび個人のファンクラブで発信される。剛はすでに.ENDRECHERI.名義でファンクラブを所有しており、光一は個人のファンクラブを4月24日正午に新たに立ち上げた。その後も契約については話し合いを続け、デビュー27周年となる2024年7月21日には、STARTOの公式サイトにて「僕らの意志は同じであり、これからも2人で活動し皆様と素敵な時間が作れる様に、日々会社と話し合いを重ねております」と2人のコメントを発表した。

#### 『KinKi Kids』から『DOMOTO』へ
2025年1月1日、大みそかに京セラドーム大阪で開催した『KinKi Kids Concert 2024-2025 DOMOTO』終了後に同じセット上で行われたYouTubeライブ「KinKi Kids YouTube生配信＠KYOCERA DOME OSAKA」内で、夏ごろをめどにグループ名を「DOMOTO」（ドウモト）に改名することを発表した。改名については2年前から話が出ており、ファンの『KinKi Kids』の名前に対しての思い入れも大切に考えた上で、『堂本』という同じ名字で出会ったことを大事にしながら、新たに一歩踏み出すこととなった。改名は2025年夏ごろを予定しているとし、また一旦閉鎖となったグループのファンクラブも、同日付でプレオープンを開始した。なお、改名後も新たなチャレンジはしつつも、基本的にはこれまでと変わらず表札が変わるようなものだとしている。
同年、2人が出会った日である5月5日に、KinKi Kidsがこれまでにリリースした楽曲から356曲がサブスク&ダウンロード配信された。5月14日に発表されたオリコン週間デジタルシングル（単曲）ランキングで「愛のかたまり」が、オリコン週間デジタルアルバムランキングで『The BEST』が1位を獲得。「デジタルシングル」「デジタルアルバム」自身初の1位となり、デジタルランキング2冠を達成した。
デビュー28周年記念日となる2025年7月21日23時より、東京ドーム客席よりYouTube生配信を行い、22日からグループ名を『DOMOTO』に改名すると発表、プレオープンしていたファンクラブサイトを、剛のアイデアより7月21日24（つよ）時51（こういち）分（22日午前0時51分）からグランドオープンした。またSTARTO社とは、グループエージェント契約となった。

### その他
作詞作曲について
『LOVE LOVEあいしてる』では、吉田拓郎や坂崎幸之助（THE ALFEE）の指導でギター演奏に取り組み、また、多くのミュージシャンとの親交を深めるなどその後の自身の音楽活動に大きな影響を与え、シングル『好きになってく 愛してく』では日本のアイドルグループとしては初めて自らの作詞・作曲による楽曲でのオリコンランキング1位を獲得した。
KinKi Kids名義で発表しているシングルやアルバムにもそれぞれのオリジナルソロ曲や合作が収録されている。しかし各々が本格的にソロ活動を開始しソロデビューした後は表現の場をそちらに移行したため、KinKi Kids名義では主に2人の合作のみ発表されている。
コンサートのMC
KinKi KidsのコンサートはMC（喋り）が長いことで有名であり、観客は座って聞くのが常。話す内容は事前に何も決めず、2人で打ち合わせたりはしない。時には1時間半を超えることもあり、長過ぎて事務所スタッフに怒られたり、コンサートマスターの吉田建に（冗談ながらに）文句を言われたりしたこともある。
また、年末年始に行われるコンサートでは、元日にステージ上で光一の誕生日を祝うのが通例となっている。

## 作品

### シングル
1stシングル『硝子の少年』から9thシングル『好きになってく 愛してく/KinKiのやる気まんまんソング』までは8cmCD、10thシングル『夏の王様/もう君以外愛せない』からは12cmCDで発売された。
| ＃ | 発売日         | タイトル                                            | 最高順位 | 初出アルバム                                         | RIAJ認定               | 備考 |
| -- | -------------- | --------------------------------------------------- | -------- | ---------------------------------------------------- | ---------------------- | --- |
| 1  | 1997年07月21日 | 硝子の少年                                          | 1位      | B album                                              | ミリオン               | 『A album』とセット販売された100万枚は3日間で完売し、シングル&アルバム同時首位を達成。「硝子の少年」は3週連続1位を記録し、180万枚近くを売り上げ、1997年度年間シングルランキング第2位を記録した。                                 |
| 2  | 1997年11月12日 | 愛されるより 愛したい                               | 1位      | B album                                              | ミリオン               | 1998年度年間シングルランキング第8位。 |
| 3  | 1998年04月22日 | ジェットコースター・ロマンス                        | 1位      | B album                                              | ミリオン               | |
| 4  | 1998年07月29日 | 全部だきしめて/青の時代                             | 1位      | C album                                              | ミリオン               | 1998年度年間シングルランキング第10位。 |
| 5  | 1998年12月09日 | Happy Happy Greeting/シンデレラ・クリスマス         | 1位      | KinKi Single Selection                               | ダブル・プラチナ（旧） | |
| 6  | 1999年02月24日 | やめないで,PURE                                     | 1位      | C album                                              | ダブル・プラチナ（旧） | |
| 7  | 1999年05月26日 | フラワー                                            | 1位      | C album                                              | ミリオン               | 1999年度年間シングルランキング第10位。 |
| 8  | 1999年10月06日 | 雨のMelody/to Heart                                 | 1位      | KinKi Single Selection                               | ダブル・プラチナ（旧） | |
| 9  | 2000年03月08日 | 好きになってく 愛してく/KinKiのやる気まんまんソング | 1位      | KinKi Single Selection（#1） The BEST（#2）          | プラチナ（旧）         | 「好きになってく 愛してく」は2人の合作曲（作詞：剛、作曲：光一）。 |
| 10 | 2000年06月21日 | 夏の王様/もう君以外愛せない                         | 1位      | D album                                              | ダブル・プラチナ（旧） | |
| 11 | 2001年02月07日 | ボクの背中には羽根がある                            | 1位      | E album                                              | ダブル・プラチナ（旧） | 2001年度年間シングルランキング第8位。 |
| 12 | 2001年05月23日 | 情熱                                                | 1位      | E album                                              | プラチナ（旧）         | |
| 13 | 2001年11月14日 | Hey! みんな元気かい?                                | 1位      | F album                                              | プラチナ（旧）         | カップリングの「愛のかたまり」（作詞：剛、作曲：光一）は、好きな曲を選ぶファン投票で1位を獲得した（39 (KinKi Kidsのアルバム)#ファンの人気投票結果参照）。                                                                        |
| 14 | 2002年05月02日 | カナシミ ブルー                                     | 1位      | F album                                              | プラチナ（旧）         | |
| 15 | 2002年10月23日 | solitude 〜真実のサヨナラ〜                         | 1位      | F album                                              | プラチナ（旧）         | 表題曲の作詞作曲をしたK.Dinoが光一であることは公表されないまま発売された。 |
| 16 | 2003年04月09日 | 永遠のBLOODS                                        | 1位      | G album -24/7-                                       | プラチナ（旧）         | |
| 17 | 2003年06月18日 | 心に夢を君には愛を/ギラ☆ギラ                        | 1位      | G album -24/7-（#1） KinKi Single Selection II（#2） | プラチナ（旧）         | |
| 18 | 2003年08月13日 | 薄荷キャンディー                                    | 1位      | G album -24/7-                                       | プラチナ               | |
| 19 | 2004年01月15日 | ね、がんばるよ。                                    | 1位      | KinKi Single Selection II                            | プラチナ               | |
| 20 | 2004年12月22日 | Anniversary                                         | 1位      | H album -H・A・N・D-                                 | ダブル・プラチナ       | ファンに感謝の気持ちを込めて「硝子の少年」と同じワンコイン（税込525円）販売。また、オリジナル卓上カレンダーの特典付きで『KinKi Single Selection II』との50万枚限定セットも販売され、2度目のシングル&アルバム同時首位を達成した。 |
| 21 | 2005年06月15日 | ビロードの闇                                        | 1位      | H album -H・A・N・D-                                 | プラチナ               | |
| 22 | 2005年12月21日 | SNOW! SNOW! SNOW!                                   | 1位      | I album -iD-                                         | プラチナ               | |
| 23 | 2006年07月26日 | 夏模様                                              | 1位      | I album -iD-                                         | プラチナ               | |
| 24 | 2006年11月29日 | Harmony of December                                 | 1位      | I album -iD-                                         | プラチナ               | |
| 25 | 2007年04月25日 | BRAND NEW SONG                                      | 1位      | Ø                                                    | プラチナ               | |
| 26 | 2007年09月12日 | 永遠に                                              | 1位      | Ø                                                    | プラチナ               | |
| 27 | 2008年08月27日 | Secret Code                                         | 1位      | J album                                              | プラチナ               | |
| 28 | 2009年01月28日 | 約束                                                | 1位      | J album                                              | ゴールド               | |
| 29 | 2009年10月28日 | スワンソング                                        | 1位      | J album                                              | ゴールド               | |
| 30 | 2010年12月01日 | Family 〜ひとつになること                           | 1位      | K album                                              | ゴールド               | 「Family 〜ひとつになること」、初回盤のカップリングである「Tears」、通常盤のカップリングである「me 〜地球のいろ」、全ての曲が2人の合作曲である。                                                                                 |
| 31 | 2011年06月15日 | Time                                                | 1位      | K album                                              | ゴールド               | |
| 32 | 2012年01月11日 | 変わったかたちの石                                  | 1位      | L album                                              | ゴールド               | |
| 33 | 2013年10月23日 | まだ涙にならない悲しみが/恋は匂へと散りぬるを       | 1位      | L album                                              | ゴールド               | |
| -  | 2014年03月01日 | Glorious Days 〜ただ道を探してる                    | -        | M album                                              | -                      | ジャニーズ・エンタテイメント公式サイトでブランケットを封入したプレミアムパッケージで販売された。通信販売限定であるため、オリコンランキングには反映されない。                                                                     |
| 34 | 2014年11月12日 | 鍵のない箱                                          | 1位      | N album                                              | ゴールド               | |
| 35 | 2015年11月18日 | 夢を見れば傷つくこともある                          | 1位      | N album                                              | ゴールド               | |
| 36 | 2016年07月20日 | 薔薇と太陽                                          | 1位      | N album                                              | ゴールド               | |
| 37 | 2016年11月02日 | 道は手ずから夢の花                                  | 1位      | Ballad Selection                                     | ゴールド               | |
| 38 | 2017年07月12日 | The Red Light                                       | 1位      | The BEST                                             | ゴールド               | |
| 39 | 2018年01月24日 | Topaz Love/DESTINY                                  | 1位      | O album アルバム未収録 (DESTINY)                     | ゴールド               | |
| 40 | 2018年12月19日 | 会いたい、会いたい、会えない。                      | 1位      | O album アルバム未収録 (DESTINY)                     | ゴールド               | |
| 41 | 2019年12月04日 | 光の気配                                            | 1位      | O album アルバム未収録 (DESTINY)                     | ゴールド               | |
| 42 | 2020年06月17日 | KANZAI BOYA                                         | 1位      | O album アルバム未収録 (DESTINY)                     | ゴールド               | |
| 43 | 2021年07月21日 | アン／ペア                                          | 1位      | P album                                              | ゴールド               | |
| 44 | 2022年03月16日 | 高純度romance                                       | 1位      | P album                                              | ゴールド               | |
| 45 | 2022年07月27日 | Amazing Love                                        | 1位      | P album                                              | プラチナ               | |
| 46 | 2023年01月18日 | The Story of Us                                     | 1位      | P album                                              | ゴールド               | |
| 47 | 2023年12月27日 | シュレーディンガー                                  | 1位      | 39 Very much                                         | ゴールド               | |

#### 再発盤
- 『雨のMelody/to Heart』12cmCD化（2002年2月20日発売）
- 『好きになってく 愛してく/KinKiのやる気まんまんソング』12cmCD化（2004年1月20日発売）
- 1stシングル『硝子の少年』から7thシングル『フラワー』12cmCD化（2007年12月26日発売）

### アルバム

#### オリジナル・アルバム
| ＃ | 発売日         | タイトル             | 最高順位 | RIAJ認定               |
| -- | -------------- | -------------------- | -------- | ---------------------- |
| 1  | 1997年07月21日 | A album              | 1位      | ミリオン               |
| 2  | 1998年08月12日 | B album              | 1位      | ミリオン               |
| 3  | 1999年08月04日 | C album              | 1位      | ダブル・プラチナ（旧） |
| 4  | 2000年12月13日 | D album              | 1位      | プラチナ（旧）         |
| 5  | 2001年07月25日 | E album              | 1位      | プラチナ（旧）         |
| 6  | 2002年12月26日 | F album              | 2位      | プラチナ（旧）         |
| 7  | 2003年10月22日 | G album - 24/7 -     | 1位      | プラチナ               |
| 8  | 2005年11月16日 | H album -H・A・N・D- | 1位      | プラチナ               |
| 9  | 2006年12月13日 | I album -iD-         | 1位      | プラチナ               |
| 10 | 2007年11月14日 | Ø                    | 1位      | プラチナ               |
| 11 | 2009年12月09日 | J album              | 1位      | ゴールド               |
| 12 | 2011年11月09日 | K album              | 1位      | ゴールド               |
| 13 | 2013年12月04日 | L album              | 1位      | ゴールド               |
| 14 | 2014年12月10日 | M album              | 1位      | ゴールド               |
| 15 | 2016年09月21日 | N album              | 1位      | ゴールド               |
| 16 | 2020年12月23日 | O album              | 1位      | ゴールド               |
| 17 | 2023年12月13日 | P album              | 1位      | ゴールド               |

#### ベストアルバム
| ＃ | 発売日         | タイトル                  | 最高順位 | RIAJ認定                 |
| -- | -------------- | ------------------------- | -------- | ------------------------ |
| 1  | 2000年05月17日 | KinKi Single Selection    | 1位      | トリプル・プラチナ（旧） |
| 2  | 2004年12月22日 | KinKi Single Selection II | 1位      | ダブル・プラチナ         |
| 3  | 2007年07月18日 | 39                        | 1位      | ダブル・プラチナ         |
| 4  | 2017年01月06日 | Ballad Selection          | 1位      | ゴールド                 |
| 5  | 2017年12月06日 | The BEST                  | 1位      | プラチナ                 |
| 6  | 2025年07月21日 | 39 Very much              |          |                          |

#### その他アルバム
| ＃ | 発売日         | タイトル                       |
| -- | -------------- | ------------------------------ |
| 1  | 2000年07月19日 | KinKi KaraoKe Single Selection |

### 映像作品
| ＃ | 発売日         | タイトル                                                                            | 発売形態  | 最高順位                                                  | RIAJ認定 | 備考 |
| -- | -------------- | ----------------------------------------------------------------------------------- | --------- | --------------------------------------------------------- | -------- | --- |
| 1  | 1995年07月23日 | KiNKi KiDS with 35万人ファン 世紀のLIVE                                             | VHS       | -                                                         | -        | FC会員のみの期間限定通販販売後、PONY CANYONより一般販売。                                                                              |
| 2  | 1996年04月19日 | KinKi Kids'96 1996.1.13 yoyogi white theater                                        | VHS       | -                                                         | -        | FC会員のみの期間限定通販販売。 |
| 3  | 1997年06月12日 | KinKi Kids'97 LAWSON PRESENTS                                                       | VHS       | -                                                         | -        | ローソンにて期間限定販売。 |
| 4  | 1998年05月20日 | us                                                                                  | VHS / DVD | -                                                         | -        | 復刻版DVDは2007年12月26日発売。 |
| 5  | 1999年04月21日 | Asian Biggest Live with 光一Birthday KinKi Kids 3 days Panic! at TOKYO DOME '98-'99 | VHS / DVD | -                                                         | -        | 復刻版DVDは2007年12月26日発売。 |
| 6  | 2001年04月25日 | KinKi KISS Single Selection 1                                                       | VHS       | -                                                         | -        | VHSとDVD両方での発売は初。DVDはVHS「KinKi KISS Single Selection 1」と「KinKi KISS Single Selection 2」両方の内容に加え、特典映像あり。 |
| 6  | 2001年04月25日 | KinKi KISS Single Selection 2                                                       | VHS       | -                                                         | -        | VHSとDVD両方での発売は初。DVDはVHS「KinKi KISS Single Selection 1」と「KinKi KISS Single Selection 2」両方の内容に加え、特典映像あり。 |
| 6  | 2001年05月09日 | KinKi KISS Single Selection                                                         | DVD       | DVD総合：1位                                              | -        | VHSとDVD両方での発売は初。DVDはVHS「KinKi KISS Single Selection 1」と「KinKi KISS Single Selection 2」両方の内容に加え、特典映像あり。 |
| 7  | 2001年09月05日 | 風雲再起近畿小子2001台北演唱會 〜KinKi Kids Returns! 2001 Concert Tour in Taipei〜  | DVD / VHS | DVD総合：1位                                              | -        | |
| 8  | 2002年01月09日 | -ISM                                                                                | DVD / VHS | DVD総合：1位                                              | -        | |
| 9  | 2003年12月03日 | KinKi Kids Dome F Concert 〜Fun Fan Forever〜                                       | DVD / VHS | DVD総合：1位                                              | ゴールド | |
| 10 | 2004年07月14日 | KinKi KISS3 Single Selection                                                        | VHS       | -                                                         | -        | VHSでの発売はこの作品で最後となる。 |
| 10 | 2004年07月14日 | KinKi KISS2 Single Selection                                                        | DVD       | DVD総合：1位                                              | ゴールド | |
| 11 | 2005年08月03日 | KinKi Kids Dome Tour 2004-2005 -Font De Anniversary.-                               | DVD       | DVD総合：1位                                              | ゴールド | |
| 12 | 2008年06月18日 | We are Øn' 39!! and U? KinKi Kids Live in DOME 07-08                                | DVD       | DVD総合：1位                                              | ゴールド | |
| 13 | 2009年09月30日 | KinKi you DVD                                                                       | DVD       | DVD総合：2位                                              | ゴールド | |
| 14 | 2010年08月11日 | KinKi Kids concert tour J                                                           | DVD / BD  | DVD総合：1位 （DVD音楽：1位）                             | ゴールド | BD版は、2012年7月18日に発売された。 |
| 15 | 2011年07月27日 | KinKi Kids 2010-2011 〜君も堂本FAMILY〜                                             | DVD / BD  | DVD総合：1位 （DVD音楽：1位） BD総合：6位 （BD音楽：1位） | ゴールド | |
| 16 | 2012年07月18日 | King・KinKi Kids 2011-2012                                                          | DVD / BD  | DVD総合：1位 （DVD音楽：1位） BD総合：2位                 | ゴールド | |
| 17 | 2013年08月07日 | KinKi Kids Concert -Thank you for 15years- 2012-2013                                | DVD / BD  | DVD総合：1位 （DVD音楽：1位） BD総合：1位 （BD音楽：1位） | -        | 自身初のDVD、BDでの同時総合首位を達成。                                                                                                |
| 18 | 2014年10月22日 | KinKi Kids Concert 2013-2014「L」                                                   | DVD / BD  | DVD総合：1位 （DVD音楽：1位） BD総合：1位                 | -        | 音楽DVDとBDの売上枚数を合算した週間「総合ミュージックDVD・BDランキング」でも1位を記録し、映像ランキング3冠を達成。                     |
| 19 | 2015年08月26日 | KinKi Kids Concert 「Memories & Moments」                                           | DVD / BD  | DVD総合：1位 BD総合：1位 総合ミュージック映像：1位        | -        | |
| 20 | 2016年08月10日 | 2015-2016 Concert KinKi Kids                                                        | DVD / BD  | DVD総合：1位 BD総合：1位 総合ミュージック映像：1位        | ゴールド | |
| 21 | 2017年07月12日 | We are KinKi Kids Dome Concert 2016-2017 TSUYOSHI & YOU & KOICHI                    | DVD / BD  | DVD総合：1位 BD総合：1位 総合ミュージック映像：1位        | ゴールド | |
| 22 | 2018年04月11日 | MTV Unplugged: KinKi Kids                                                           | DVD / BD  | DVD総合：1位 BD総合：1位 総合ミュージック映像：1位        | -        | |
| 23 | 2018年07月25日 | KinKi Kids CONCERT 20.2.21 -Everything happens for a reason-                        | DVD / BD  | DVD総合：1位 BD総合：1位 総合ミュージック映像：1位        | ゴールド | |
| 24 | 2020年11月11日 | KinKi Kids Concert Tour 2019-2020 ThanKs 2 YOU                                      | DVD / BD  | DVD総合：1位 BD総合：1位 総合ミュージック映像：1位        | -        | |
| 25 | 2021年04月28日 | KinKi Kids O正月コンサート2021                                                      | DVD / BD  | DVD総合：1位 BD総合：1位 総合ミュージック映像：1位        | ゴールド | |
| 26 | 2023年07月21日 | KinKi Kids Concert 2022-2023 24451〜The Story of Us〜                               | DVD / BD  | DVD総合：1位 BD総合：1位 総合ミュージック映像：1位        | ゴールド | |
| 27 | 2024年07月17日 | KinKi Kids Concert 2023-2024 〜Promise Place〜                                      | DVD / BD  | DVD総合：1位 BD総合：1位 総合ミュージック映像：1位        | ゴールド | |

### 参加作品
- SMAP - 映像作品『SEXY SIX SHOW』
- ジャニーズ・ファンタジー KYO TO KYO '97 夏公演[111]
- 吉田拓郎 - アルバム『ah-面白かった』[112]

### 未CD化楽曲
（JASRAC 作品データベース検索サービスに記載されているアーティスト名に「KinKi Kids」を含む楽曲を記載。特記のある以外は、出版社はブライト・ノート・ミュージック）
| タイトル              | 作詞     | 作曲        | JASRAC     | 備考 |
| --------------------- | -------- | ----------- | ---------- | --- |
| たったひとつの答え    | 相田毅   | 谷本新      | 038-3653-3 | |
| わかりました          | 相田毅   | 寺田一郎    | 041-7139-0 | 出版者：日本テレビ音楽株式会社                                                                           |
| 会いたいよ            | 相田毅   | 飯田建彦    | 048-4570-6 | 映像作品『KinKi Kids'97 LAWSON PRESENTS』、『us』に収録                                                  |
| 青空になれ            | 山本英美 | 野崎昌利    | 051-0069-1 | |
| 永遠の1/2             | 相田毅   | 羽場仁志    | 051-0096-8 | |
| 風のない街            | 砂田裕史 | 砂田裕史    | 056-6626-1 | |
| LOVE XXXX             | 堂本剛   | Face 2 Fake | 062-5469-1 | 映像作品『We are KinKi Kids Dome Concert 2016-2017 TSUYOSHI & YOU & KOICHI』に、剛のセルフカバーにて収録 |
| 冷たい雨がそうさせる  | 松井五郎 | 寺田一郎    | 062-5471-3 | |
| ぬくもり              | 堂本光一 | 堂本光一    | 062-5473-0 | |
| I BELIEVE IN MYSELF   | 大塚雄三 | 馬飼野康二  | 062-5474-8 | |
| もうちょっとGROOVE ON | 相田毅   | 飯田建彦    | 062-9000-1 | |
| MIND WARS             | 相田毅   | 谷本新      | 064-8623-1 | |
| 明日はHAPPINESS       | 山本英美 | 岩田雅之    | 064-8635-5 | |
| 白い世界へ            | 堂本剛   | 堂本剛      | 064-9230-4 | 映像作品『Asian Biggest Live with 光一Birthday KinKi Kids 3 days Panic! at TOKYO DOME '98-'99』に収録    |
| 雨                    | ゆう.    | 馬飼野康二  | 070-2058-9 | |
| LOVE                  | 堂本剛   | 堂本剛      | 073-3112-6 | 映像作品『We are KinKi Kids Dome Concert 2016-2017 TSUYOSHI & YOU & KOICHI』に、剛のセルフカバーにて収録 |
| CHANGE                | 堂本光一 | 堂本光一    | 073-3114-2 | |
| 罪と罰                | 上野浩司 | HΛL         | 073-3115-1 | |
| Jealous Train         | 相田毅   | 飯田建彦    | 086-8268-2 | 映像作品『風雲再起近畿小子2001台北演唱會 〜KinKi Kids Returns! 2001 Concert Tour in Taipei〜』に収録     |

## タイアップ
| 曲名                            | タイアップ                                                                                |
| ------------------------------- | ----------------------------------------------------------------------------------------- |
| わかりました                    | 日本テレビ系『それ行けKinKi大冒険』テーマソング                                           |
| FRIENDS                         | TBS系ドラマ『若葉のころ』主題歌                                                           |
| Kissからはじまるミステリー      | 日本テレビ系ドラマ『金田一少年の事件簿（第2シーズン）』主題歌                             |
| DISTANCE                        | フジテレビ系ドラマ『艶姿!ナニワの光三郎七変化』主題歌                                     |
| まけたらアカン                  | フジテレビ系『まけたらアカン!』主題歌                                                     |
| 会いたいよ                      | 日本テレビ系『それ行けKinKi大放送』テーマソング                                           |
| 愛されるより 愛したい           | 日本テレビ系ドラマ『ぼくらの勇気 未満都市』主題歌                                         |
| ジェットコースター・ロマンス    | CM：ANA「'98パラダイス沖縄」キャンペーンソング CM：Spotify                                |
| 全部だきしめて                  | フジテレビ系『LOVE LOVEあいしてる』テーマソング                                           |
| 青の時代                        | TBS系ドラマ『青の時代』主題歌                                                             |
| Happy Happy Greeting            | CM：Panasonic「デジカム」                                                                 |
| やめないで,PURE                 | 日本テレビ系ドラマ『君といた未来のために 〜I'll be back〜』主題歌                         |
| フラワー                        | CM：ANA「'99パラダイス沖縄」キャンペーンソング                                            |
| to Heart                        | TBS系ドラマ『to Heart 〜恋して死にたい〜』エンディングテーマ                              |
| 好きになってく 愛してく         | フジテレビ系『LOVE LOVEあいしてる』テーマソング                                           |
| KinKiのやる気まんまんソング     | フジテレビ系アニメ『ちびまる子ちゃん』オープニングテーマ                                  |
| 夏の王様                        | TBS系ドラマ『Summer Snow』主題歌 日本マクドナルド「スパイシーベーコンポテトパイ」CMソング |
| もう君以外愛せない              | 日本テレビ系ドラマ『天使が消えた街』主題歌                                                |
| KinKi Kids forever              | CM：森永製菓「ダース」                                                                    |
| ボクの背中には羽根がある        | 日本テレビ系ドラマ『向井荒太の動物日記 〜愛犬ロシナンテの災難〜』主題歌                   |
| 情熱                            | フジテレビ系ドラマ『ルーキー!』主題歌                                                     |
| Hey! みんな元気かい?            | TBS系ドラマ『ガッコの先生』主題歌                                                         |
| 愛のかたまり                    | CM：森永製菓「ダース」                                                                    |
| カナシミ ブルー                 | CM：UCカード                                                                              |
| solitude 〜真実のサヨナラ〜     | 日本テレビ系ドラマ『リモート』主題歌                                                      |
| 永遠のBLOODS                    | CM：日本コカ・コーラ「2003 No Reason Coca-Cola」キャンペーンソング                        |
| 薄荷キャンディー                | TBS系ドラマ『元カレ』主題歌                                                               |
| ふたつの引力                    | CM：UCカード                                                                              |
| BRAND NEW SONG                  | CM：アサヒ飲料「十六茶」                                                                  |
| 涙、ひとひら                    | テレビ朝日系ドラマ『スシ王子!』主題歌                                                     |
| Secret Code                     | フジテレビ系ドラマ『33分探偵』主題歌                                                      |
| Fu Fu Fu                        | CM：アサヒ飲料「十六茶」                                                                  |
| Time                            | PS3ソフト「真・三國無双6」イメージソング                                                  |
| Glorious Days〜ただ道を探してる | 映画『ラッシュ/プライドと友情』日本語吹替版イメージソング                                 |
| 鍵のない箱                      | 日本テレビ系『スッキリ!!』2014年11月エンディングテーマ                                    |
| The Red Light                   | CM：ReBoot「Bijoude」                                                                     |
| DESTINY                         | 日本テレビ系アニメ『タイムボカン逆襲の三悪人』オープニングテーマ                          |
| Topaz Love                      | 日本テレビ系アニメ『タイムボカン逆襲の三悪人』エンディングテーマ                          |
| 会いたい、会いたい、会えない。  | CM：ReBoot「Bijoude」                                                                     |
| KANZAI BOYA                     | 朝日放送テレビ『今ちゃんの「実は・・・」』5月度エンディングテーマ                         |
| 彗星の如く                      | CM：Amazonプライム・ビデオ                                                                |
| 高純度romance                   | CM：DUO「ザ クレンジングバーム」                                                          |
| The Story of Us                 | CDデビュー25周年キャンペーン「#キンキ25円でCM出演」に当選した企業のTVCMソング             |

## コンサート・イベント
1997年は東京宝塚劇場、1998年から2017年までは東京ドームで行われているカウントダウンライブに毎年参加している。

## 出演
※以下の全項目につき、単独出演作品は堂本光一、堂本剛の項目を参照。

### テレビドラマ
- 人間・失格（1994年7月8日 - 1994年9月23日、TBS）[283]
- 若葉のころ（1996年4月12日 - 1996年6月28日、TBS）[283][284]
- ぼくらの勇気 未満都市（1997年10月18日 - 1997年12月20日、日本テレビ）[285]
  - ぼくらの勇気 未満都市2017（2017年7月21日、日本テレビ）[286]
- マッハブイロク特別ドラマ 狙われた「big」大作戦（2000年6月29日、フジテレビ）[注釈 20]
- ムコ殿2003 第6話（2003年5月22日、フジテレビ）[283][注釈 21]

### 音楽番組
- 歌謡びんびんハウス（1993年8月8日 - 1994年8月21日、テレビ朝日）
- アイドルオンステージ（1993年10月10日 - 1997年3月30日、NHK BS2）
- いつも輝くアイドル達（1994年11月19日、関西テレビ）
- LOVE LOVEあいしてる（1996年10月19日 - 2001年3月31日、フジテレビ）[10]
  - LOVE LOVE あいしてる 16年ぶりの復活SP（2017年7月21日、フジテレビ）[287]
  - LOVE LOVE あいしてる 最終回・吉田拓郎卒業SP（2022年7月21日、フジテレビ）[288]
- 堂本兄弟→新堂本兄弟（2001年4月8日 - 2014年9月28日[289][290]、フジテレビ）
  - 堂本兄弟2015 新春かえってきましたSP（2015年1月4日、フジテレビ）[291][292]
  - 堂本兄弟2016 あけましておめでとうSP（2016年1月3日、フジテレビ）[293]
  - 堂本兄弟もうすぐクリスマスSP（2016年12月16日、フジテレビ）[294]
  - 堂本兄弟2017 聖なる夜がやってくるSP（2017年12月15日、フジテレビ）[295]
  - 堂本兄弟2018 みんな集まれ!忘年会SP（2018年12月26日、フジテレビ）
  - 堂本兄弟2019 ハッピークリスマスSP（2019年12月25日、フジテレビ）
  - 堂本兄弟2020 みんなに会わなきゃ年越せないSP（2020年12月28日、フジテレビ）
  - 堂本兄弟2021 みんなと一緒に年忘れSP（2021年12月27日、フジテレビ）
  - 堂本兄弟2022 KinKi Kids祝25周年SP（2022年12月26日、フジテレビ）[296]
  - 堂本兄弟2023 クリスマスSP（2023年12月25日、フジテレビ）[297]
  - 堂本兄弟2024（2024年12月30日、フジテレビ）[298]
- LOVE LOVE堂本兄弟10周年生スペシャル（2006年9月29日、フジテレビ）
- いのちのうた（2015年8月4日、NHK総合） - 総合司会[299][300]

### NHK紅白歌合戦出場歴
| 年度   | 放送回 | 回       | 曲目                    | 備考   | 歌手別視聴率 |
| ------ | ------ | -------- | ----------------------- | ------ | ------------ |
| 1999年 | 第50回 | 特別企画 | フラワー                |        |              |
| 2016年 | 第67回 | 初       | 硝子の少年              |        |              |
| 2022年 | 第73回 | 2        | 25th Anniversary Medley | トリ前 | 36.3%（5位） |

### テレビバラエティ
- KISSした?SMAP（1993年4月4日 - 1996年9月24日、朝日放送）
- 超人ドッジボール伝説（1994年10月17日 - 1994年12月12日、関西テレビ）
- それ行けKinKi大冒険（1996年4月7日 - 1996年9月29日、日本テレビ）
- それ行けKinKi大放送（1996年10月6日 - 1998年3月29日、日本テレビ）
- まけたらアカン!（1996年10月14日 - 1997年3月17日、フジテレビ）
- Toki-kin急行 好きだよ!好きやねん（1996年10月16日 - 1997年3月12日、TBS）
- バリキン7 賢者の戦略（1996年10月17日 - 1997年9月11日、TBS）
- スターどっきり大作戦（1997年4月12日 - 1997年9月15日、フジテレビ）[9]
- Gyu!と抱きしめたい!（1998年4月5日 - 1998年9月27日、日本テレビ）
- KinKi KidsのGyu!（1998年10月4日 - 1999年9月26日、日本テレビ）
- KinKi Kidsのブンブブーン（2014年10月26日 - 2024年3月30日、フジテレビ）[303][304]

### ラジオ
- KinKi Kids どんなもんヤ!→DOMOTOのどんなもんヤ![305]（1994年10月10日[16][306] - 放送中、文化放送）
  - Youたちいよいよハタチだね! 〜KinKi Kidsどんなもんヤ！ 3時間生放送スペシャル〜（2017年7月20日）[307]
  - Youたち25年もやってたの!？ KinKi Kidsどんなもんヤ！ 四半世紀スペシャル（2019年10月10日）[308]
  - You たちデビューして25年もたっちゃったの!? 〜KinKi Kids どんなもんヤ！3時間生放送スペシャル〜（2022年7月21日）[309]
- KinKi Kids キンキラKinKiワールド（1995年 - 2007年9月、ニッポン放送）
- KinKi Kidsのオールナイトニッポン（2003年10月31日、ニッポン放送）[310]
- 今さらですが突然KinKi Kids生放送（2011年11月12日、NHK-FM）[311]
  - またまた突然ですがKinKi Kids生放送（2013年12月7日、NHK-FM）[312]
  - またまた突然ですがKinKi Kids生放送（2014年12月13日、NHK-FM）[313]
  - 9月なのに突然ですがKinKi Kids生放送（2016年9月10日、NHK-FM）[314]
  - 突然ですがKinKi Kids年末大放送（2018年12月29日、NHK-FM）[315]

### 映画
- 200X年・翔（1992年11月14日公開、ヒューマックス）
- シュート!（1994年3月12日公開、松竹）
- ラッシュ/プライドと友情〔日本語吹き替え版〕（2014年2月7日公開、ギャガ）[87][316][317]

### 舞台
- Another（1993年8月6日 - 8月24日、京都南座・東京アートスフィア） - 東西の劇場を衛星中継で結んで同時上演[318]。中居正広チームとしての出演[319]。

### CM
- 近畿日本ツーリスト「'94 卒業旅行」（パンフレットのみ）
- ベネッセコーポレーション（1995年12月 - 1997年3月）
  - 「進研ゼミ大学進学講座」
  - 「進研ゼミ高校講座」
- ハウス食品（1995年 - 1999年1月）
  - 「オーザック」
  - 「バーモントカレー」
- トヨタ自動車「ブレーキのCM」（FMラジオにてOA）
- Panasonic（1997年 - 1999年12月）
- 日本赤十字社「献血」（ポスターのみ）
- 日本新聞協会PRイメージキャラクター（広告、ポスターのみ）
- 日産自動車（1997年6月 - 1998年1月）
- 日本コカ・コーラ「ファンタ」（1998年）
- 全日空 パラダイス沖縄イメージキャラクター（1998年4月 - ）[320]
  - '98 ANA'S パラダイス沖縄（1998年5月20日 - ）[321]
  - ANA'S PARADISE Vacation
  - '99 ANA's パラダイス沖縄（1999年5月5日 - ）[322]
- 森永製菓
  - 「DARS」（2000年9月 - ）[323]
  - 「チョコモナカジャンボ」（2001年 - 2007年）[324]
- NTTドコモ関西（2001年11月 - ）[325] - 近畿地区でのみのOA
- UCカード（2002年 - 2004年[326]）[327][328][329]
- サントリー
  - 「スーパーブルー」（2004年6月 - ）
  - 「DAKARA」（2005年3月 - ）[330][331]
- アサヒ飲料「十六茶」（2007年2月 - ）[332][333]
- music.jp（2009年8月 - ）[334]
- おやつカンパニー
  - 「ベビースターラーメン」（2010年7月 - ）[335]
  - 「ベビースターラーメン丸」
  - 「ベビースターラーメンの天ぷら」
- サッポロビール「麦とホップ」（2012年1月25日 - ）[336]
- GREE「神獄のヴァルハラゲート」（2013年5月1日 - ）[337]
- 第一三共ヘルスケア「カロヤン プログレ」（2015年7月 - ）[338]
- リブート「Bijoude」（2017年6月 - ）[339]
- GYAO!（2017年7月 - 2018年7月 ）[340][341]
- バンダイナムコエンターテインメント「ドラゴンボールZ ドッカンバトル」（2018年1月 - ）[342]
- プレミアアンチエイジング（2018年 - 2023年）[343]
  - 「デュオ ザ クレンジングバーム」（2018年9月14日 - ）[344][345][346][347][348]
  - 「デュオ ザ 薬用クレンジングバーム バリア」（2021年1月21日 - ）[349]
  - 「デュオ ザ クレンジングバーム ブラックリペア」（2021年12月21日 - ）[350]
  - 「デュオ ザ クレンジングバーム ホットa」（2022年9月29日 - ）[351]
- Amazonプライム・ビデオ「KinKi Kids Tour selection」（2020年10月 - ）[352]
- 麒麟麦酒「キリン一番搾り生ビール」（2022年3月 - ）[353][354]
- #KinKi25円でCM出演（2022年）[注釈 24]
  - Aコース：小林製薬「アンメルツ」[357]、FUJIMAKI GROUP「特殊鋼プレート（FFP）」、アサヒ緑健「緑効青汁」、蓬莱「551の豚まん」、新進「新進の福神漬」、しまむら 「企業CM」[358]、ユーシーカード「UCカード」[326]、アイセイ「エバーカラーワンデー」[359]
  - Bコース：五色そうめん「五色そうめん」、愛和建設「AIWA FRAME -アイワフレーム-」、ふくや「味の明太粉」、白鷺電気工業「企業CM」、ペットメディカルサポート「ペット保険のPS保険」[360]、富士開発「天然大和温泉 奈良健康ランド 奈良プラザホテル」[361]、ワールドシェアセリング「危険物保管庫」、アイ・ケイ・ケイ「25歳以上★先着25組！選べる25万円特典付きララシャンスウェディング」
- 日本マクドナルド
  - 「ベーコンポテトパイ」（2023年4月 - ）[362]
  - 「スパイシーベーコンポテトパイ」（2023年8月 - ）[363]

## 書籍

### 写真集
- Get the KinKi（1995年5月5日、集英社） - ファースト写真集
- KinKi Kids Retums! 2001Concert Tour in Hong Kong & Taiwan（2001年8月5日発売、ワニブックス） - 2001年アジアコン写真集

### 雑誌
- どーもとモード（2000年10月24日、新潮社） - 2人が編集長として創刊[364][365]

### ラジオ本
- KinKi Kids DONNAMONYA!（2000年12月14日、ワニブックス） - 文化放送で放送されているラジオ『KinKi Kids どんなもんヤ!』誌上レポートを掲載した雑誌『Wink Up』の連載をまとめたもの。
- KinKi Kids DONNAMONYA!2（2002年12月7日、ワニブックス）[306]

### 歌本
- KinKiの歌本〜KinKi Kids 大全集〜（2007年10月9日、ドレミ楽譜出版社） - CDデビューから10年間にリリースされた全158曲のスコアやレビュー、VHS&DVDを含むリリースアイテムの全ジャケット写真をカラーで掲載。